# Semanopterus leai
Semanopterus leai är en skalbaggsart som beskrevs av Blackburn 1897. Semanopterus leai ingår i släktet Semanopterus och familjen Dynastidae. Inga underarter finns listade i Catalogue of Life.